# Andreea Răducan
Andreea Mădălina Răducan (née le 30 septembre 1983 à Bârlad) est une gymnaste roumaine.

## Biographie
Gagnante du concours général individuel des Jeux olympiques de Sydney en 2000, elle a finalement perdu ce titre à l'issue des résultats aux contrôles antidopage, son bilan la révélant positive pour la substance pseudoéphédrine à cause d'un médicament contre le rhume prescrit par le médecin de l'équipe olympique.

## Palmarès

### Jeux olympiques
- Sydney 2000
  -  médaille d'or au concours par équipes
  -  médaille d'argent au saut de cheval

### Championnats du monde
- Tianjin 1999
  -  médaille d'or au concours général par équipes
  -  médaille d'or au sol
  -  médaille d'argent à la poutre
- Gand 2001
  -  médaille d'or au concours général par équipes
  -  médaille d'or au sol
  -  médaille d'or à la poutre
  -  médaille de bronze au concours général individuel
  -  médaille de bronze au saut de cheval

### Championnats d'Europe
- Paris 2000
  -  médaille d'argent au sol
  -  médaille de bronze au concours général par équipes

### Filmographie
- 2020 : The Golden Girl